# Masacre de Wormhoudt
La masacre de Wormhoudt (o masacre de Wormhout) fue el asesinato masivo de 80 prisioneros de guerra británicos y franceses por los soldados del Waffen-SS de la 1.ª División Leibstandarte SS Adolf Hitler durante la Batalla de Francia en mayo de 1940. 

## Combates
Como parte de la retirada de la Fuerza Expedicionaria Británica hacia Dunkerque, la 48.ª División estaba defendiendo el camino que iba al sur desde Bergues a través de Wormhoudt, Cassel y Hazebrouck para retrasar el avance alemán.
Las unidades británicas en Wormhoudt fueron sobrepasadas por el avance de las fuerzas alemanas. Al habérseles agotado sus municiones, los soldados se rindieron asumiendo que serían tratados según la Convención de Ginebra.

## Masacre
Después de rendirse, un gran grupo de soldados del 2º Batallón del Regimiento Real de Warwickshire, el 4º Batallón del Regimiento de Cheshire y la Royal Artillery, así como soldados franceses que estaban a cargo de un almacén militar fueron llevados a un galpón en La Plaine au Bois cerca de Wormhout y Esquelbecq el 28 de mayo de 1940. Los soldados Aliados estaban cada vez más alarmados por la brutal conducta de los soldados SS en el camino al galpón, que dispararon a varios heridos que se iban quedando atrás. Al llegar al galpón, el oficial británico de mayor rango del grupo, Capitán James Lynn-Allen, protestó pero fue callado de inmediato por un soldado SS.
Cuando habían casi 100 hombres dentro del pequeño galpón, los soldados de la División SS Leibstandarte Adolf Hitler lanzaron granadas de mango dentro de la edificación y mataron a varios prisioneros de guerra. Las granadas no lograron matar a todos, principalmente por la valentía de dos suboficiales británicos, el Sargento Stanley Moore y el Sargento Mayor de Compañía Augustus Jennings, que se arrojaron sobre las granadas para que sus cuerpos reduzcan la fuerza de la detonación y protejan a sus camaradas de la onda expansiva. Al darse cuenta de esto, los soldados SS ordenaron salir del galpón a dos grupos de cinco hombres cada uno. Los hombres salieron y se les disparó. Aun cuando le habían disparado, el Artillero Brian Fahey sobrevivió sin que los soldados SS lo notasen. Al concluir que estos métodos eran demasiado lentos, los soldados SS simplemente dispararon sus armas contra el galpón.
Varios prisioneros británicos pudieron escapar, mientras que unos cuantos, como Fahey, fueron abandonados al darlos por muertos. El Capitán Lynn-Allen murió mientras trataba de escapar, aunque le permitió escapar al Solado Bert Evans; Evans fue el último sobreviviente de la masacre. En total fueron asesinados 80 hombres. Luego de dos días, Fahey y otros más fueron encontrados por médicos del Ejército alemán regular y llevados a un hospital. Sus heridas fueron tratadas antes de ser enviados a campos de prisioneros de guerra en la Europa ocupada.

## Legado
La división del Waffen-SS, Leibstandarte SS Adolf Hitler, estaba bajo el mando del Oberstgruppenführer Sepp Dietrich. Se alegó sobre la base de testimonios de posguerra que específicamente fueron soldados del 2º Batallón al mando del Hauptsturmführer Wilhelm Mohnke los que llevaron a cabo la atrocidad. Sin embargo, Mohnke nunca fue llevado a juicio por cualquier participación en los crímenes de guerra basados en estos asesinatos. Mohnke negó vehementemente las acusaciones en su contra, diciéndole al historiador Thomas Fischer, "Yo no di órdenes de no tomar prisioneros ingleses o de ejecutar prisioneros". Mohnke murió en agosto de 2001.
En 1947, algunos sobrevivientes de la masacre regresaron a la escena del crimen acompañados por oficiales de la Unidad de Interrogación de Crímenes de Guerra, siguiendo las investigaciones iniciadas por la oficina del Juez Abogado General. Se demostró ser imposible de construir un caso lo suficientemente sólido para emitir acusaciones. Se reportó que varios supuestos testigos clave habían muerto en el Frente del Este, mientras que otros invocaron el "Juramento SS" y rechazaron hablar.
En 1988, tras una campaña llevada a cabo por el Parlamentario Jeff Rooker, el caso fue reabierto pero un fiscal alemán llegó a la conclusión de que no había suficiente evidencia para presentar cargos.
El incidente fue recreado en el docudrama de la BBC Television de 2004 Dunkirk.
La película alemana La caída (2004) fue criticada por Giles MacDonogh al momento de su estreno, por su descripción favorable de Wilhelm Mohnke, a quienes muchos consideran responsable directo o indirecto de la masacre.